# Diocesi cattoliche della Siria
La diocesi è una porzione del popolo di Dio affidata alle cure pastorali del vescovo, coadiuvato dal suo presbiterio. Varie diocesi che fanno riferimento ad un arcivescovo metropolita costituiscono una provincia ecclesiastica, Il territorio diocesano è indipendente dalla geografia amministrativa politica; delle sedi diocesane sono capoluoghi di provincia, altre semplicemente comuni e altre perfino frazioni.

## Elenco delle diocesi
Le diocesi siriane in cui si divide la Chiesa cattolica siriana sono le seguenti (in ordine alfabetico).

## A
| Diocesi                             | Sede                            | Provincia ecclesiastica                 | Vescovo                                             |
| ----------------------------------- | ------------------------------- | --------------------------------------- | --------------------------------------------------- |
| Vicariato apostolico di Aleppo      | Aleppo                          | Immediatamente soggetta alla Santa Sede | Georges Abou Khazen (vicario apostolico)            |
| Arcieparchia di Aleppo degli Armeni | Aleppo                          | Sede                                    | Boutros Marayati (arcieparca)                       |
| Arcieparchia di Aleppo dei Maroniti | Aleppo                          | Sede                                    | Joseph Tobji (arcieparca)                           |
| Eparchia di Aleppo dei Caldei       | Aleppo                          | Patriarcato di Babilonia                | Antoine Audo (eparca)                               |
| Arcieparchia di Aleppo dei Melchiti | Aleppo                          | Sede                                    | Jean-Clément Jeanbart (arcieparca)                  |
| Arcieparchia di Aleppo dei Siri     | Aleppo                          | Sede                                    | Denys Antoine Chahda (arcieparca)                   |
| Patriarcato di Antiochia            | Antiochia (residenza a Damasco) | Immediatamente soggetta alla Santa Sede | Jean-Clément Jeanbart (amministratore sede vacante) |

## B
| Diocesi                        | Sede          | Provincia ecclesiastica | Vescovo                     |
| ------------------------------ | ------------- | ----------------------- | --------------------------- |
| Arcieparchia di Bosra e Hauran | Bosra, Khabab | Sede                    | Nicolas Antipa (arcieparca) |

## D
| Diocesi                              | Sede    | Provincia ecclesiastica | Vescovo                                             |
| ------------------------------------ | ------- | ----------------------- | --------------------------------------------------- |
| Esarcato patriarcale di Damasco      | Damasco | Patriarcato di Cilicia  | Joseph Arnaouti (esarca patriarcale)                |
| Arcieparchia di Damasco dei Maroniti | Damasco | Sede                    | Samir Nassar (arcieparca)                           |
| Arcieparchia di Damasco dei Melchiti | Damasco | Sede                    | Jean-Clément Jeanbart (amministratore sede vacante) |
| Arcieparchia di Damasco dei Siri     | Damasco | Sede                    | Gregorios Elias Tabé (arcieparca)                   |

## H
| Diocesi                        | Sede             | Provincia ecclesiastica | Vescovo                           |
| ------------------------------ | ---------------- | ----------------------- | --------------------------------- |
| Arcieparchia di Hassaké-Nisibi | Hassaké, Nisibis | Sede                    | Jacques Behnan Hindo (arcieparca) |
| Arcieparchia di Homs           | Homs             | Sede                    | Jean-Abdo Arbach (arcieparca)     |
| Arcieparchia di Homs dei Siri  | Homs             | Sede                    | Philippe Barakat (arcieparca)     |

## K
| Diocesi               | Sede      | Provincia ecclesiastica | Vescovo      |
| --------------------- | --------- | ----------------------- | ------------ |
| Eparchia di Kamichlié | Kamishlié | Patriarcato di Cilicia  | Sede vacante |

## L
| Diocesi                  | Sede     | Provincia ecclesiastica                 | Vescovo                     |
| ------------------------ | -------- | --------------------------------------- | --------------------------- |
| Eparchia di Laodicea     | Laodicea | Immediatamente soggetta alla Santa Sede | Antoine Chbeir (eparca)     |
| Arcieparchia di Laodicea | Laodicea | Sede                                    | Nikolaki Sawaf (arcieparca) |